# Hoffmannia pearcei
Hoffmannia pearcei är en måreväxtart som beskrevs av Henry Hurd Rusby. Hoffmannia pearcei ingår i släktet Hoffmannia och familjen måreväxter. Inga underarter finns listade i Catalogue of Life.